# تفريغ قاعدة البيانات
تحتوي نسخة تفريغ قاعدة البيانات على سجل لهيكل الجدول و/أو البيانات من قاعدة البيانات وعادةً ما تكون في شكل قائمة من عبارات SQL ("نسخة تفريغ قاعدة البيانات"). يتم استخدام تفريغ قاعدة البيانات في أغلب الأحيان لإجراء نسخة احتياطية لقاعدة البيانات بحيث يمكن استعادة محتوياتها في حالة فقد البيانات . يمكن في كثير من الأحيان استرداد قواعد البيانات التالفة عن طريق تحليل الملف. غالبًا ما يتم نشر تفريغات قواعد البيانات بواسطة مشاريع المحتوى المجاني ، لتسهيل إعادة الاستخدام، والتقسيم ، والاستخدام دون اتصال بالإنترنت، والحفظ الرقمي على المدى الطويل.
يمكن نقل البيانات إلى بيئات تواجه انقطاعاً في الإنترنت أو قيوداً على الوصول إليه، مما يتيح أيضاً تسهيل البحث المحلي في قواعد البيانات باستخدام أدوات متقدمة مثل grep.

## روابط خارجية
- mysqldump — A Database Backup Program
- PostgreSQL dump backup methods, for PostgreSQL databases.